# Juan Cuello
Juan de la Cruz Cuello, más conocido como Juan Cuello (nacido en la ciudad de Buenos Aires alrededor de 1830 - fusilado el 27 de diciembre de 1851), fue un ilustre bandido rural y bandolero argentino de mediados del siglo XIX.

## Historia
Juan de la Cruz, nacido en Buenos Aires, era hijo de un capitán del ejército federal que comandaba el general José Félix Aldao. A la edad de quince años comenzó su labor como peón en la estancia de San Isidro en las afueras de Buenos Aires.
Descripto como un criollo de tez blanca, buen mozo, alto, moreno, de porte seguro y arrojado, buen jinete y hábil con las armas (boleadoras, facón, trabuco). Gustaba de guitarreadas y era enamoradizo. En 1849 tuvo un romance con una joven, que también pretendía un ayudante del Cuerpo de Serenos; debido a este incidente Cuello se convirtió en el enemigo de la policía rosista: una noche, al ir a ver a la muchacha, fue atacado por la Mazorca. Al ser hábil y rápido con el facón, mató a dos policías, aunque fue superado por la desventaja numérica y atrapado.
Llevado al cuartel, a la espera de que se firmase la orden de fusilamiento. Pero el gobernador Juan Manuel de Rosas se enteró de lo sucedido y como necesitaba reclutar gente con habilidad para las armas— retiró la sentencia y ordenó que se uniera a las fuerzas militares. Por una malintencionada jugarreta de los amigos del ayudante al que Cuello había quitado la novia, acusándolo de haber roto unas plantas del jardín del gobernador, fue castigado a lonjazos y puesto en el cepo. Al salir del castigo huyó del regimiento, convirtiéndose en desertor. 
Al huir fue en busca de su enamorada, encontrándose con ésta y con su rival, los dos hombres comenzaron a pelear y Cuello mató al policía. Enterándose de lo sucedido en la comisaría el comisario mandó a detener al gaucho y sus cuatro compañeros, los cinco intentaron huir de la provincia pero fueron encontrados por un batallón y se desató una batalla, resultando muerto el capitán del escuadrón. Luego sumó otro amor prohibido, la hija del sargento de la mazorca y prometida del coronel Ciriaco Cuitiño jefe de Serenos, Margarita Oliden. En 1850 fue declarado "enemigo público". 
Cuello estuvo perseguido por mucho tiempo, era encontrado en alguna campaña, ofrecía lucha y escapaba: al igual que muchos desertores, buscó refugio en las tolderías del cacique Mariano Moicán. Allí se enamoró de la hermana del cacique, Manuela Díaz, en diciembre de 1851 la comunidad fue a una carrera de caballos en redededores de Azul donde Manuela fue seducida por un policía que le ofrecía una recompensa de cien mil pesos a cambio de que lo entregara: Manuela aceptó, emborracho a Cuello y lo enlazó, pero luego Manuela también fue traicionada por otro miembro de la tribu, que la mató y entregó a Cuello al cuartel.
Fue fusilado el 27 de diciembre de 1851 en Santos Lugares, la orden la impartió Juan Manuel de Rosas. Cuitiño el prometido de Margarita, fue fusilado junto con varios mazorqueros tras la derrota de Rosas en Caseros en 3 de febrero de 1852.
El gaucho se convirtió en un héroe romántico, debido a sus amoríos y aventuras, especialmente admirado por los porteños.

## Versión de Gutiérrez y Olascoaga
Tras causar el caso sensación en Buenos Aires, Manuel J. Olascoaga -militar estudioso y prolífico literato- escribió una narración sobre el personaje que se publicó por entregas en 1874 en el periódico La voz de Río Cuarto. El 9 de enero de 1880, La Patria Argentina comenzaría a publicar otra versión, de la mano de Eduardo Gutiérrez.
Juan de la Cruz Cuello era hijo de un capitán del ejército federal que comandó la escolta de Aldao. En un lugar llamado entonces “de la capilla de la bola de oro”, actual Iglesia del Carmen.
En 1849, una partida de serenos lo sorprendió al salir de la casa de una mujer disputada por un ayudante del Cuerpo de Serenos. Cuello se enfrentaría a ellos, acabando con la vida de dos y cortando el rostro del sargento; sin embargo, acabaría herido y llevado al cuartel. Fue condenado a servir en el regimiento de la División Palermo.
Tras desertar fue a la casa de su enamorada, encontrando a su rival; batiéndose en duelo con este acabó con su vida. El Jefe de la Policía, Juan Moreno ordenaría la captura del llamado “desertor asesino”, junto a “cuatro individuos más que forman su gavilla” y habían abandonado el regimiento con él. Tras un enfrentamiento nocturno, Cuello agregaría a su prontuario la muerte del capitán Holguín. En un golpe de audacia, sedujo a Margarita Oliden, hija de un sargento mazorquero, quien era prometida de Ciriaco Cuitiño.
El 1 de enero de 1850, el juez de paz de San José de Flores, Isidro Silva, preparó un contingente de soldados y tendió un cerco en la quinta donde se refugiaban. Sin embargo, durante la madrugada luego de intercambian algunos disparos, Cuello y tres de sus compañeros lograron escapar. Siendo capturados otros tres de la gavilla heridos de gravedad, José Acosta y los Hermanos Javier y Justiniano Cáceres.
La banda engrosó con desertores de Palermo y del cuerpo de serenos, incluyendo algunos de los enviados a perseguirlo. El segundo de Cuello era el ex “trompa” Isidro Márquez. Los mismos subsistían robando ganado, asaltando a los viajeros y exigiendo alimentos a los pobladores de chacras y estancias.
Tras la muerte de Margarita al dar a luz, posiblemente embarazada de Cuello, este decidió marcharse al sur y disolver la banda. Pero once de sus secuaces decidieron enfrentar al juez Silva, acción que resultó en fracaso. Siendo el líder “Potrillo” apresado y los demás se dispersaron.
Según relata Gutiérrez, seguramente de forma ficticia, Potrillo fue condenado a fusilamiento, pero Juan Cuello se abrió paso en el medio de la multitud gritando que él era en realidad Juan Cuello.  Potrillo sería ejecutado de todas formas y Cuello escaparía del lugar.
Posteriormente, el jefe de la policía envió una circular a los jueces de paz de la campaña ofreciendo un premio de cien mil pesos a quien lo entregara. Fue entonces cuando se presentó en la casa del juez de paz de Dolores un supuesto entregador del bandido, que no era otro que el mismo Cuello.
Tras algunas aventuras Cuello fue traicionado por la hija de un cacique, Manuela Díaz, quien tiempo antes cumplió las ofrendas de rigor para ser su esposa. Tras emborracharlo lo entregó atado e inconsciente en un cuarto de hotel.
Enviado a Buenos Aires. Rosas ordenó que fuese fusilado en Santos Lugares, el 27 de diciembre de 1851.